# Thomas Gehring (Politikwissenschaftler)
Thomas Gehring  (* 9. Juni 1957 in Kiel) ist Politikwissenschaftler an der Otto-Friedrich-Universität in Bamberg und setzt sich vor allem mit Europa-  und Umweltpolitik auseinander.

## Biographie
Nach seinem Abitur im Sommer 1976 und einer Bildungsreise per Fahrrad durch den Nahen Osten und Teile Afrikas absolvierte Gehring zunächst eine Handwerksausbildung als Beton- und Stahlbetonbauer mit Abschluss. 
Ab 1981 studierte er Politikwissenschaft, Islamwissenschaft und Publizistik an der Freien Universität in Berlin. Nach einem dreimonatigen Praktikum im Sekretariat der Vereinten Nationen in New York City legte er 1987 das Diplom im Studiengang Politikwissenschaft mit Zusatzfach Islamwissenschaft am Fachbereich Politische Wissenschaft der Freien Universität Berlin ab. Seine Diplomarbeit schrieb er zusammen mit Markus Jachtenfuchs über Haftung und Umwelt: Interessenskonflikte im internationalen Weltraum-, Atom- und Seerecht.
1992 promovierte er an der Freien Universität Berlin mit dem Thema Dynamic International Regimes: Sectorally Integrated Normative Systems. Im September 1995 ging Thomas Gehring als Jean-Monnet-Stipendiat für ein Jahr an das Robert-Schuman-Zentrum des Europäischen Hochschulinstituts in Florenz. Seit 1998 ist er Mitglied im „Concerted Action Network on the Effectiveness of International Environmental Agreements“ der Europäischen Union.
1999 habilitierte er sich an der Freien Universität Berlin und ist seit dem 1. April 2000 Professor für Politikwissenschaft, insbesondere „Internationale Politik“, an der Otto-Friedrich-Universität in Bamberg. Seit 2006 hat er den Lehrstuhl „Internationale Beziehungen“ inne und bekleidet seit dem Jahr 2009 zusätzlich das Amt des Dekans der Fakultät für Sozial- und Wirtschaftswissenschaften. Im Juli 2023 hielt er seine Abschiedsvorlesung und wurde zum Ende des Sommersemesters emeritiert.

## Europäische Union

### Werk
In der 2002 erschienenen Arbeit „Die Europäische Union als komplexe internationale Organisation. Wie durch Kommunikation und Entscheidungen soziale Ordnung entsteht“ geht der Autor der Frage nach, wie es z. B. der EU gelingt, staatliches und nichtstaatliches Handeln in die soziale Ordnung einzubinden und welche Fragen sich daraus ergeben. Eine Theorie internationaler Institutionen zeigt hierbei, dass es sich immer um Kommunikations- und Entscheidungsprozesse handelt. Orientierungsprobleme werden durch internationale Institutionen gelöst, was aber wiederum neue Entscheidungsprozesse hervorrufe. Das Problem dabei sei, dass die einzelnen Mitglieder dieser internationalen Institutionen dabei an Einfluss verlieren würden.
Dieser Problematik geht Gehring auch in dem 1995 begonnenen Projekt „Die Europäische Union als Internationale Institution“ nach. Dabei wird untersucht, auf welche Weise die EU gegenüber ihren Mitgliedsstaaten an Autonomie gewinnt und welche Folgen sich daraus für Entscheidungen ergeben, die im Rahmen der EU gefällt werden.

### Projekte
Neben dem oben erwähnten Projekt ist Gehring Initiator zweier weiterer Projekte.
Das Projekt „Rationalität durch Verfahren. Die Beschränkung der Möglichkeiten zur wirksamen Vertretung partikularer Interessen durch die funktionale Differenzierung von Entscheidungsverfahren in der Europäischen Union“ beschäftigt sich mit der Frage, inwieweit ausgewählte EU-Entscheidungsverfahren im Bereich der Binnenmarktregulierung Auswirkung auf die erzeugten Entscheidungen ausüben. Es werden im Einzelnen untersucht, ob sich innerhalb der EU Verfahren entwickelt haben, die systematisch gemeinwohl-orientierte Ergebnisse erzeugen; durch welche Wirkmechanismen diese Ergebnisse entstehen und inwieweit eine Bindung an fallübergreifende inhaltliche Vorgaben hierbei eine Rolle spielt.
In seinem neuesten Projekt „Verwaltungsentscheidungen in internationalen Institutionen: Durch Regelbindung und Deliberation zu gemeinwohlverträglichen Entscheidungen?“ soll geklärt werden, ob und aufgrund welcher sozialen Mechanismen komplexere Entscheidungsverfahren systematisch zu Ergebnissen führen, die stärker gemeinwohlorientiert sind. Hierbei wird vorausgesetzt, dass internationale Regime über differenzierte Entscheidungsprozesse verfügen, an denen viele unterschiedliche Akteure beteiligt sind. Dafür werden internationale Systeme als Entscheidungssysteme konzipiert, die den beteiligten staatlichen und nichtstaatlichen Akteuren Handlungschancen zuweisen.

## Umweltpolitik

### Werk
In der Arbeit von 1988 (Band 7 der Reihe „Völkerrecht und internationale Politik“) beschäftigt sich Gehring mit der Haftung für Umweltschäden im Weltraum-, Atom- und Seerecht. Bislang versuchten Staaten, die risikoschaffende Industrie zur Haftung heranzuziehen (z. B. durch Ölhaftungsfonds) und übernähmen nur dann völkerrechtliche Haftpflicht, wenn dies zur Durchsetzung ihrer Interessen diene (z. B. bei der Raumfahrt oder Atomenergie).

### Kritik an der WEO
Zusammen mit Sebastian Oberthür argumentiert Gehring in dem Artikel „Reform der Internationalen Umweltpolitik: Eine institutionalistische Kritik des Vorschlags für eine Weltumweltorganisation“   gegen die Errichtung einer solchen Weltumweltorganisation (WEO). Laut der Autoren trage eine solche WEO nichts zu einer Verbesserung der Umweltpolitik bei, da die Umweltpolitik von internationalen Abkommen bestimmt werde, gegen die eine WEO ohnehin machtlos sei. Eine Verbesserung der internationalen Umweltpolitik könne nur durch institutionelle Veränderungen erreicht werden, die auf eine Neuordnung der Entscheidungsprozesse und/oder der institutionellen Zuständigkeiten abziele.

## Werke
- zus. mit Markus Jachtenfuchs: Haftung und Umwelt: Interessenkonflikte im internationalen Weltraum-, Atom- u. Seerecht. Frankfurt am Main u. a.: Lang 1988 ISBN 3-631-40341-0
- Dynamic international regimes: institutions for international environmental governance. Frankfurt am Main u. a.: Lang 1994 (Berlin, Freie Univ., Diss., 1992) ISBN 3-631-47631-0
- zus. mit Sebastian Oberthür (Hrsg.): Internationale Umweltregime: Umweltschutz durch Verhandlungen und Verträge. Opladen: Leske und Budrich 1997 ISBN 3-8100-1702-7
- Die Europäische Union als komplexe internationale Organisation: wie durch Kommunikation und Entscheidung soziale Ordnung entsteht. Baden-Baden: Nomos 2002 (Teilweise zugleich: Berlin, FU, Habil.-Schr., 1999) ISBN 3-7890-7877-8
- Rationalität durch Verfahren in der Europäischen Union: europäische Arzneimittelzulassung und Normung technischer Güter. Baden-Baden: Nomos 2005 ISBN 3-8329-1170-7